# Тюльгаза
Тюльгаза — река в России, протекает по Шаранскому и Бакалинскому районам Башкортостана. Длина реки составляет 28 км, площадь водосборного бассейна 212 км².
Начинается к востоку от села Новокнязево. Течёт сначала на запад, потом — в общем юго-западном направлении через населённые пункты Сакты, Писарево, Сбродовка, Роща, Стародражжево. Устье реки находится в 146 км по правому берегу реки Сюнь в Присюньском лесничестве.
Оснвоные притоки — Кусада и Имчак, оба — левые.

## Данные водного реестра
По данным государственного водного реестра России относится к Камскому бассейновому округу, водохозяйственный участок реки — Белая от города Бирск и до устья, речной подбассейн реки — Белая. Речной бассейн реки — Кама.
Код объекта в государственном водном реестре — 10010201612111100026572.